# Gasztony
Gasztony (em alemão: Gasting) é um município da Hungria, situado no condado de Vas. Tem 14,27 km² de área e sua população em 2015 foi estimada em 422 habitantes.